# آباي (مترو ألماتي)
آباي (بالقازاقية: Абай)، هي محطة قطارات للخط 1 لمترو ألماتي بكازاخستان، افتتحت في 1 ديسمبر 2011.

## البناء
بدأت عملية بناء المحطة في عام 2007.

## اسم المحطة
اسم المحطة هو تكريم لآباي كونانباييف، شاعر كازاخي عظيم، ملحن وفيلسوف ويعتبر أيضا واحدا من آباء الأمة.